# Movimento per l'autodeterminazione dell'isola di Bioko
Il Movimiento para la Autodeterminación de la Isla de Bioko (MAIB) è un'organizzazione politica equatoguineana clandestina fondata nel 1993 che ha come finalità il riconoscimento dell'autonomia del popolo Bubi nel suo territorio tradizionale, l'isola di Bioko nella Guinea Equatoriale.
È proibita nel paese qualsiasi attività di questo movimento. Tra le personalità che partecipano e hanno partecipato al MAIB va ricordato Martin Puye, D. Enrique Boneke e Justo Bolekia Boleká.
La fondazione del MAIB risponde ad una lunga serie di ingiustizie sociali che hanno visto i bubi vittime predestinate, sia durante la presidenza di Francisco Macias Nguema che sotto il suo successore Teodoro Obiang Nguema. Le terre coltivabili sull'isola di Bioko, da dove in epoca antecedente all'avvento di Macias e, quindi, dell'indipendenza del paese, i bubi traevano il loro unico reddito, sono state oggetto di assegnazione ai fang, etnia appartenente ai due presidenti e cedute per cifre variabili allo Stato attraverso lunghissime rateazioni, quasi mai rispettate dai proprietari. La contrapposizione fra le due etnie dominanti sull'isola di Bioko (bubi e fang) è scientemente alimentata dal clan del presidente e dalla polizia locale. Normalmente fra la popolazione che risiede nella capitale non si evidenziano differenze fra le due etnie, anzi si potrebbe dire che si fa del tutto per evitare occasioni di dissidio o contrasti in genere.
Il 21 gennaio del 1998 si è verificato un tentativo insurrezionalistico che ha visto il MAIB protagonista, soffocato dalle forze governative con terribili azioni repressive miranti a scoraggiare ogni altro proposito del genere. In quella occasione, la famigerata prigione di Black Beach (la peggiore prigione al mondo, secondo una valutazione di Amnesty International) fu riempita di bubi, regolarmente torturati ogni giorno, fino al limite della resistenza fisica. In tali condizioni ha vissuto per circa un anno Martin Puye, prima di cedere definitivamente alle sevizie. A questo proposito, è illuminante il romanzo di Franco Lelli, OKIRI, Una Storia Africana, Ed. I.P.S.I.A. Terni, nel quale riferisce, da testimone, dei soprusi subiti dai bubi e dell'eliminazione sistematica dell'etnia.
Negli ultimi anni della dittatura di Macias (1975-1979) si è registrato un autentico sterminio dei bubi: 80 000 morti, su una popolazione di appena 110 000. Quanti hanno potuto, si sono rifugiati in Spagna, dove vive una comunità che si arricchisce numericamente anche in epoca attuale.